# وایکینگ (فیلم ۱۹۲۸)
وایکینگ (انگلیسی: The Viking) فیلمی در ژانر رمانتیک است که در سال ۱۹۲۸ منتشر شد. از بازیگران آن می‌توان به پالین استارک، دانالد کریسپ، کلیر مکداول، و فرانسیس مک‌دانلد اشاره کرد.